# De sista frestelserna

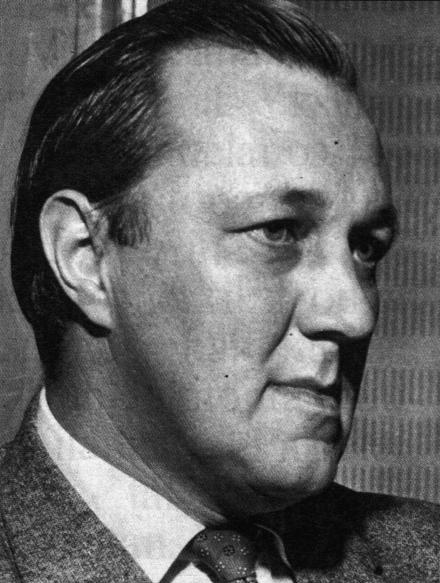
Joonas Kokkonen

De sista frestelserna (finska:Viimeiset kiusaukset) är en finsk opera i två akter med musik av Joonas Kokkonen. Libretto av Lauri Kokkonen efter hans egen pjäs med samma namn. Vid sidan av Leevi Madetojas Österbottningar och Aarre Merikantos Juha anses den som en av de mest betydelsefulla finska operorna. Operan handlar om vandrarpredikanten Paavo Ruotsalainen. Kokkonen arbetade med operan i 16 år. Den förenande faktorn i verket är psalm nummer 382 i den nuvarande finskspråkiga psalmbokenl för Evangelisk-lutherska kyrkan i Finland, Sinuhun turvaan Jumala (382), vilken är ett återkommande tema genom hela operan. En kör som sjunger hela psalmen avslutar operan.

## Historia
Operan har setts som Kokkonens främsta verk. Denne företrädare för en absolut ickedeskriptiv musik visar sig kunna omsätta sitt hantverksmässiga mästerskap i en verkningsfull musikdramatik. Operans centralgestalt, den finländske väckelseledaren Paavo Ruotsalainen är en av de märkligaste gestalterna i finsk religionshistoria och föremål för många finska diktares intresse. I hans konfliktfyllda personlighet - en råbarkad olärd bonde med barnslig trosvisshet och stor andlig kraft men samtidigt fylld av ångest och skuldkänsla - finns mycket som kan sägas vara utmärkande för den finska folksjälen. Själva operan skildrar i 14 bilder Ruotsalainens liv som han själv ser det i sina feberfantasier på dödsbädden.
Operan uruppfördes på Finlands nationalopera i Helsingfors den 2 september 1975. Gästspel på Kungliga Operan i Stockholm den 31 januari 1976, där den framfördes fyra gånger.

## Uppsättningar

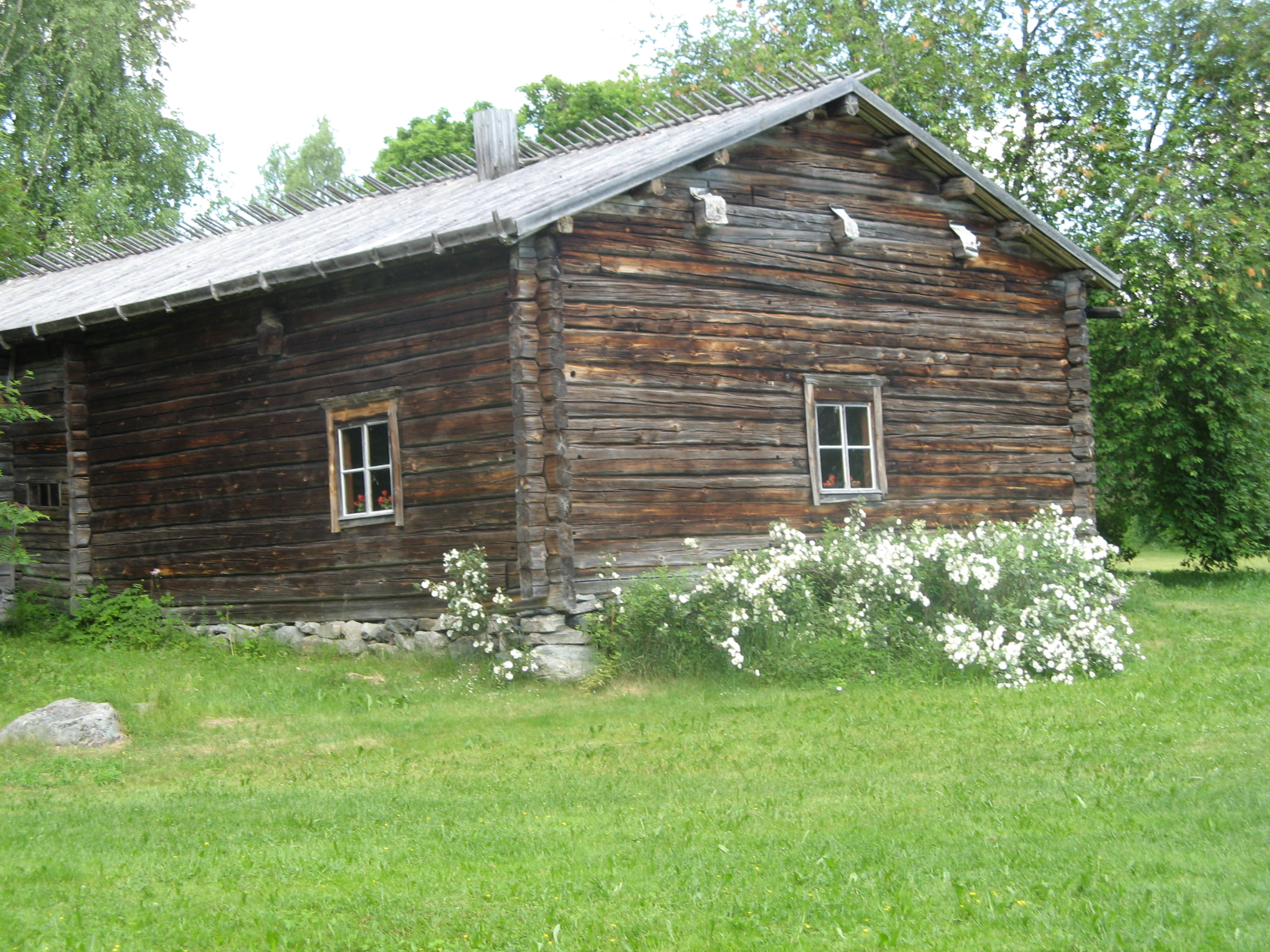
Paavo Ruotsalainens stuga på ön Aholansaari nära Nilsiä.

Sedan premiären har operan uppförts närmare 300 gånger. Finlands nationalopera turnerade med verket i sju utländska städer, inklusive på New Yorks Metropolitan Opera. På Finlands nationalopera har den satts upp tre gånger: 1975–1983 (i regi av Sakari Puurunen), 1994 (i regi av Paavo Liski) och 2001 (i regi av Jussi Tapola).
Nyslotts operafestival framförde operan under åren 1977–1980. I Helsingfors och Nyslott framträdde de kända bassångarna Martti Talvela och Jaakko Ryhänen i rollen som Paavo.
2007 uppfördes operan fyra gånger i en halvt iscensatt föreställning i Tempelplatsens kyrka i Helsingfors. Den finländske regissören Åke Lindman regisserade De sista frestelserna i Paavo Ruotsalainens hemtrakt på ön Aholansaari nära Nilsiä under fyra somrar 2000–2003, varefter uppsättningen överfördes till en utomhusarena i Nilsiä för en uppsättning sommaren 2007.
En nypremiär av hela operan ägde rum sommaren 2009 i finska Nivala. I rollerna framträdde barytonen Esa Ruuttunen som Paavo, sopranen Johanna Rusanen-Kartano som Riitta, Petri Pussila som smith och Lassi Virtanen.
Operans popularitet har stått sig genom åren. 2015 sattes den upp av Pohjois-Kymi musikskola. Esa Ruuttunen sjöng rollen som Paavo Ruotsalainen.

## Personer
- Paavo Ruotsalainen, finsk bonde och väckelseledare (bas)
- Riitta, hans första hustru (sopran)
- Juhana, deras son (tenor)
- Jaakko Högman, smed och grundare av Paavos religiösa lära (baryton)
- Anna Loviisa, Paavos andra hustru (talroll)
- Albertiina Nenonen, tjänsteflicka (talroll)
- Tre män (tenor, baryton och bas)
- Tre kvinnor (sopran, mezzosopran och alt)
- Skugga (dansare)

## Handling
Operan utspelar sig i Nordsavolax och Helsingfors under första hälften av 1800-talet.

### Akt I
Scen 1: Paavos dödsbädd

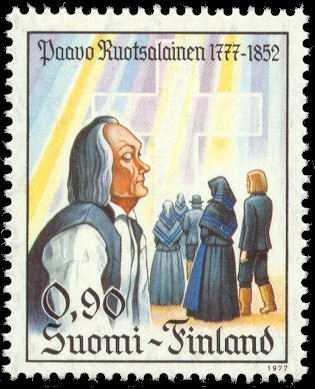
Paavo Ruotsalainen som frimärke 1977.

En stormnatt kastar sig en febrig Paavo av och an i sin säng. Han ropar på Riitta, hans döda första hustru. Hans andra hustru Anna Loviisa och tjänarinnan Albertiina kommer in. De försöker trösta Paavo genom att sjunga hans favoritpsalm. Paavo lugnar sig men kör ut kvinnorna, för, som han säger, till himlens port måste han gå ensam.
Mellanspel I
Scen 2: Riitta vid dansen
Paavo återkallar i hallucinationer viktiga händelser i sitt liv. I sin ungdom möter han Riitta på en dans. Tre män och tre kvinnor hånar honom och varnar Riitta för att gå med galningen Paavo då det endast bringar olycka. Men Riitta bestämmer sig för att gå med Paavo. Riitta ropar på honom men han vägrar och säger att han måste gå ensam till himlens gräns.
Mellanspel II
Scen 3: Smeden
Riitta tar med Paavo till smeden Jaakko Högman som ingöt mod hos honom i hans ungdom. Riitta anklagar smeden för att han fick Paavo att gå på väckelsemöten och lämna familjen att svälta. Smeden svarar Riitta med förakt men tillägger att himlens port är öppen för dem som lider och arbetar. Paavo muttrar att han är för svag för att öppna porten.
Mellanspel III
Scen 4: Frosten
Paavo och Riitta befinner sig vid sin första stuga vid sjön. Paavo lovar att bygga ett nytt hus, men en flätad dörr påminner honom kusligt nog om himlens port vilken han inte vågar närma sig. Kören kommenterar hur Paavo förde Riitta till skogen för ett liv i misär. Den vita frosten lägger sig och hotar skörden. Riitta och Paavo försöker förgäves bekämpa den. I sina försök att smälta frosten trampar de på sitt barn.
Mellanspel IV
Scen 5: Juhana
Paavos son Juhana lagar sin faders kappsäck. Juhana längtar att få ge sig av från den eländiga tillvaron till en bättre värld. Han dansar vid tanken och retar modern. Hon tar och gömmer kappsäcken för att inte Paavo ska ge sig av igen. 
Mellanspel V
Scen 6: Den sista brödlimpan
Paavo vill ha sin kappsäck. Riitta svarar att han bara ger sig av utan att tänka på sitt arbete eller sin familj. Hon hotar att döda Paavo för att bespara honom skammen att hans familj svalt. Hon kastar yxan mot honom men missar. Paavo försöker förklara och förena familjens behov med det viktiga beslutet att sprida evangeliet. Han tänket att allt var förgäves. Han ropar på Riitta men hon är borta.
Mellanspel VI
Scen 7: Juhanas död förebådas
Bykvinnorna kommer till huset. De tittar på märket efter yxan och berättar omständligt att Juhana har mördats. De undrar varför Riitta inte gråter. Hon svarar att hon har gråtit för honom i tre år. Paavo har hört allt och skriker att hela livet har Gud plågat och bestraffat honom men en järnpiska, och han har förtjänat det.
Mellanspel VII
Scen 8: Riittas död
Riitta ligger för döden tre år senare. Hon är lugn och minns de goda stunderna av lycka i deras första hus på ön där Paavo brukade lovsjunga och tacka för Guds välsignelser. Paavo är förvånad: Riitta kan vara tacksam. Ja, svarar hon, och ser himlaporten öppnas framför henne. Hon ber Paavo att läsa en tacksägelsepsalm. Han sjunger och Juhana stämmer in. Riitta reser sig och går mot sonen och himlaporten.

### Akt II
Scen 1: Bydomstolen
Tre män vill förvirra Paavo på den plats där han en gång var tvungen att försvara sig mot anklagelserna om att underminera kyrkans makt. De göder hans depression och avslöjar sig såsom hans fiender. De förödmjukat hans arrogans och frestar honom med danserskor. Paavo kollapsar i förtvivlan men kören sjunger en psalm om förtröstan.
Mellanspel I
Scen 2: Fiskaren

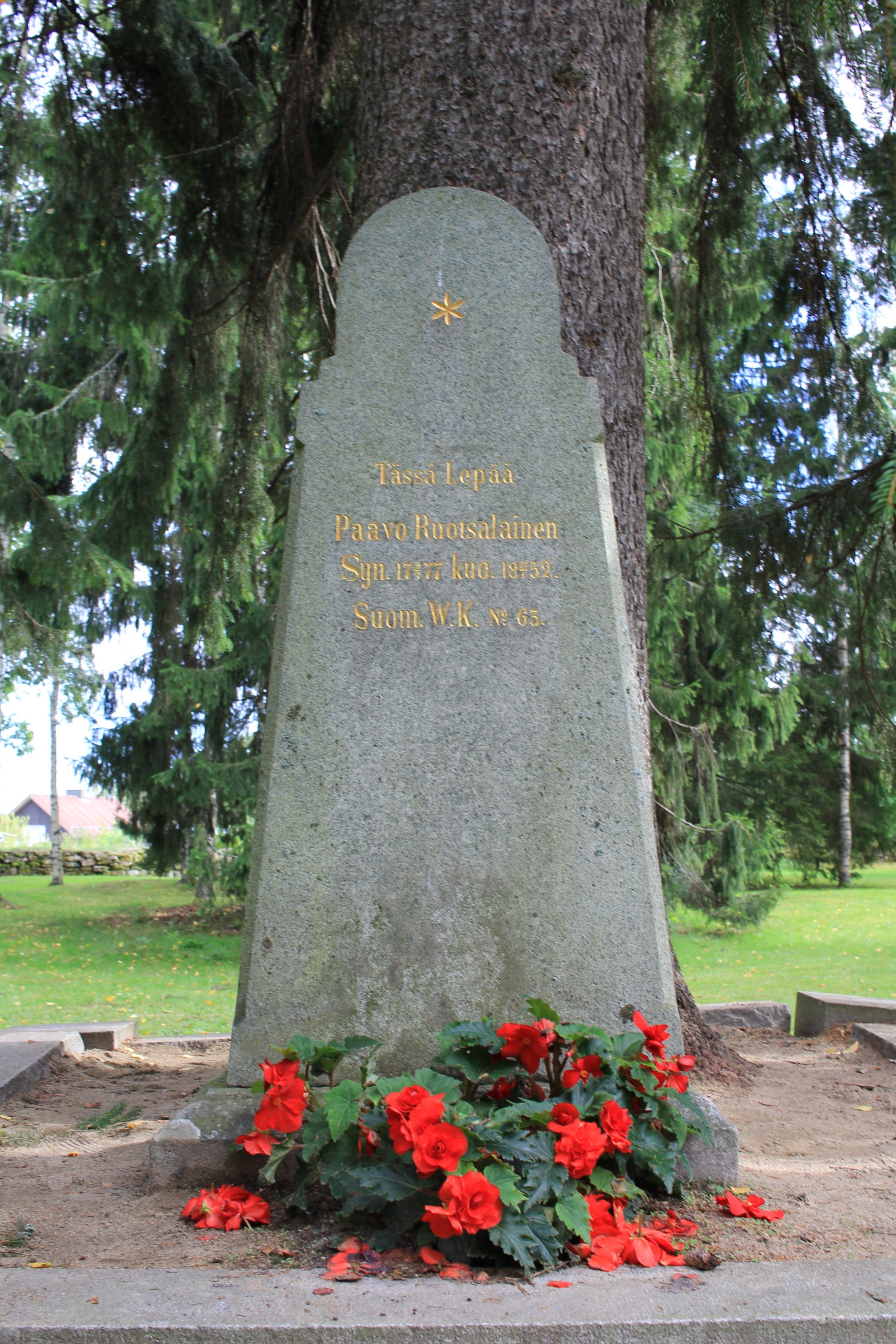
Paavo Ruotsalainens grav på Nilsiäs gamla kyrkogård. Gravstenen restes av väckelsemedlemmar från Idensalmi och Kiuruvesi i Österbotten.

Riitta kallar på Paavo att komma till ön. Paavo invänder med att han har ett uppdrag att tala till folket. "I havet av människor kastar jag ett när sökande efter syndfulla dåd..." Riitta upprepar sin kallelse, men han insisterar på att han måste tala vid promotionsceremonin i Helsingfors.
Mellanspel II
Scen 3: Promotionen
Vid universitetspromotionen vill Paavo gå in som objuden gäst, men tre män och tre kvinnor hindrar honom. De säger att han är en obildad idiot som inte har där att göra. Paavo svarar att han har läst religiösa texter sedan han var pojke. Han hör sin egen psalm sjungas och försöker tilltala de lärde. Paavo försöker gå med biskopen av Nord men avvisas. Han ber en bön.
Mellanspel III
Scen 4: Kallelsen till ön
Riitta manar Paavo att komma till ön. Han tvivlar på att är välkommen. Slutligen går han med på det men invänder att han är en fördömd syndare.
Mellanspel IV
Scen 5: Den döde
Paavo ber om förlåtelse. Smeden kommer in och uppmuntrar först honom, sedan Riitta med en tacksägelse. Juhana sjunger Fader vår. Det är tid för Paavo att göra bokslut med sitt liv. Hans tid är kommen.
Mellanspel V
Scen 6: Paavos död
Paavo ligger i sin bädd i stugan. Han kastar sig fortfarande av och an under gråt. Efter hand stillnar han omgiven av familjen. De tre männen och kvinnorna som plågade honom visar sig vara hans döttrar och deras män. Paavo känner att hans tid är inne. Han ser till att hans testamente är i ordning och säger till familjen att plantera ett taggigt träd på hans grav, då han har varit den mest taggiga av män. Han ber tjänarna att läsa ur hans favorittext och sjunga hans psalmer. Alla stämmer in med glädje; Paavo lyssnar tyst. Han hör Riitta i fjärran manandes honom till ön. Paavo prisar Gud. Han vet att han har segrat.